# Verschiedenfarbige Deutzie
Die Verschiedenfarbige Deutzie (Deutzia discolor) ist ein Strauch mit weißen Blüten aus der Familie der Hortensiengewächse (Hydrangeaceae). Das natürliche Verbreitungsgebiet der Art liegt in China. Sie wird manchmal aufgrund ihrer dekorativen Blüten als Zierstrauch gepflanzt.

## Beschreibung
Die Verschiedenfarbige Deutzie ist ein 2 bis 3 Meter hoher, aufstrebender Strauch. Die Blüten tragenden Zweige sind bräunlich, 5 bis 15 Zentimeter lang, locker sternhaarig und meist zwei- bis vierblättrig, selten sechsblättrig. Die Laubblätter haben einen 3 bis 6 Millimeter langen Stiel. Die Blattspreite ist einfach, länglich-lanzettlich oder oval-lanzettlich, 5 bis 10 Zentimeter lang und 2 bis 3 Zentimeter breit, spitz, mit keilförmiger bis breit keilförmiger Basis und fein gesägtem Rand. Es werden fünf oder sechs Nervenpaare gebildet. Die Blattoberseite ist grünlich und mit vier- bis sechsstrahligen Sternhaaren besetzt; die Unterseite ist grünlich grau und dicht mit zehn- bis zwölfstrahligen Sternhaaren besetzt. Auf beiden Seiten besonders entlang den Blattadern haben einige ein zusätzliches zentrales Härchen.
Die Blütenstände sind 6 bis 10 Zentimeter lange, lockere, halbkugelförmige Trugdolden aus 12 bis 20 Blüten. Der Blütenstiel ist 1 bis 1,5 Zentimeter lang. Der Blütenbecher ist  bei einem Durchmesser von 3,5 bis 4 Millimeter 3 bis 3,5 Millimeter lang und dicht mit zehn- bis zwölfstrahligen Sternhaaren besetzt. Die Kelchzipfel sind gleich lang oder etwas länger als der Fruchtbecher und länglich-lanzettlich. Die Kronblätter sind weiß, oval, 10 bis 12 Millimeter lang und 5 bis 6 Millimeter breit. Die äußeren Staubblätter sind 5,5 bis 7 Millimeter lang, die inneren 3,5 bis 5 Millimeter. Die Staubfäden sind spitz und zweizähnig, wobei die Zähne nicht bis zu den Staubbeuteln reichen. Die Staubbeutel sind gestielt und eiförmig bis rundlich. Die drei oder vier Griffel sind gleich lang oder etwas länger als die Staubblätter. Die Kapselfrüchte sind braun, halbkugelförmig und haben Durchmesser von 4,5 bis 6 Millimeter. Die Kelchzipfel bleiben zurückgebogen auf der Frucht erhalten. Die Verschiedenfarbige Deutzie blüht von Juni bis Juli, die Früchte reifen von August bis Oktober.

## Vorkommen und Standortansprüche
Das natürliche Verbreitungsgebiet liegt in den chinesischen Provinzen Gansu, Henan, Hubei, Shaanxi und Sichuan. Die Verschiedenfarbige Deutzie wächst in Dickichten, auf Berghängen und an Flussbänken in 1000 bis 2500 Metern Höhe auf sauren bis schwach alkalischen, sandig-lehmigen bis lehmigen, humosen und nährstoffreichen Böden an sonnigen bis lichtschattigen Standorten. Die Art ist meist frosthart.

## Systematik
Die Verschiedenfarbige Deutzie (Deutzia discolor) ist eine Art aus der Gattung der Deutzien (Deutzia). Sie wird in der Familie der Hortensiengewächse (Hydrangeaceae) der Unterfamilie Hydrangeoideae und der Tribus Philadelpheae zugeordnet. Die Art wurde 1887 von William Botting Hemsley erstmals wissenschaftlich beschrieben. Das Artepitheton discolor kommt aus dem Lateinischen und bedeutet „verschiedenfarbig“ oder „bunt“.

## Verwendung
Die Verschiedenfarbige Deutzie wird manchmal wegen ihrer dekorativen Blüten als Zierstrauch verwendet.

## Nachweise